# Holocentropus echinatus
Holocentropus echinatus là một loài Trichoptera hóa thạch trong họ Polycentropodidae.